# Hydroxylaluminiumbis(2-ethylhexanoaat)
Hydroxylaluminiumbis(2-ethylhexanoaat) is een zwak hygroscopische organische verbinding afgeleid van 2-ethylhexaanzuur.
Het commercieel verkrijgbare product bestaat uit een mengsel van vier diasteriomeren. De technische bereiding gaat uit van technisch 2-ethylhexaanzuur, dat altijd een racemisch mengsel is van de twee enantiomeren.
De stof vindt toepassing als verdikkingsmiddel, waaronder in napalm.